# 蕾鮟鱇
蕾鮟鱇（学名：Lophius budegassa），又稱歐洲鮟鱇，為輻鰭魚綱鮟鱇目鮟鱇亞目鮟鱇科的其中一種，分布於東大西洋區，從不列顛群島至塞內加爾海域，包括地中海，棲息深度300-1013公尺，體長可達100公分，生活在大陸棚及大陸坡，為深海底棲性魚類，屬肉食性，以魚類為食，為高經濟價值的食用魚及遊釣魚。

## 擴展閱讀
維基物種上的相關：蕾鮟鱇